# Alinesi Takataka
Alinesi Takataka, né le 24 avril 1988 à Funafuti aux Tuvalu, est un footballeur international tuvaluan. Il évolue au poste de défenseur au FC Tofaga.

## Carrière internationale
Ali Takataka participe aux six matchs de l'équipe du Tuvalu futsal lors du Championnat d'Océanie de futsal en 2010.
Le 22 août 2011, il joue pour la première fois avec le maillot de la sélection des Tuvalu, contre les Samoa américaines. Il joue en tout cinq matchs lors des Jeux du Pacifique.

## Palmarès
Vierge